# Rhodacarus cuneatus
Rhodacarus cuneatus är en spindeldjursart som beskrevs av Athias-Henriot 1961. Rhodacarus cuneatus ingår i släktet Rhodacarus och familjen Rhodacaridae. Inga underarter finns listade i Catalogue of Life.